# Stachus Passagen
De Stachus Passagen is een ondergronds winkelcentrum in het centrum van München. Het centrum dat in 1970 werd geopend als Stachus Untergeschoss is gelegen onder de Stachus (Karlsplatz) en is met zijn oppervlakte van circa 7.500 m² het grootste ondergrondse winkelcentrum van Europa.
Onder de winkelverdiepingen op de eerste en tweede kelderverdieping liggen metro-en S-bahnstations, die via het winkelcentrum te bereiken zijn. In totaal heeft het complex 5 ondergrondse verdiepingen.
Het ondergrondse complex werd tussen 1966 en 1970 gebouwd. Het centrum werd, naar een ontwerp van ingenieursbureau Obermeyer, van boven naar beneden gebouwd, zodat de Stachus al na een jaar weer open kon voor verkeer. Het centrum werd op 26 november 1970 geopend.
In 2005 werd het winkelcentrum (zonder de metro- en S-Bahnstations) door de gemeente München verkocht aan de Stadtwerke München. Deze verpachtte het in 2007 weer door aan LBBW Immobilien GmbH voor de duur van 33 jaar met de verplichting om het te renoveren. Sinds februari 2007 werd de naam gewijzigd in Stachus Passagen. In 2007 schreef LBBW Immobilien een ontwerpwedstrijd uit voor architecten voor de modernisering. De winnaar was het architectenbureau Allmann Sattler Wappner uit München. De moderniseringswerken die 30 miljoen euro gekost hadden, werden in het voorjaar van 2011 afgerond. Op 26 mei 2011 werd het gemoderniseerde centrum heropend. Het centrum telt 58 winkelruimten en heeft een aangrenzende parkeergarage met 700 parkeerplaatsen.
Sinds 2018 is aan het plafond van de Stachus Passagen de Sky of Fame met persoonlijkheden uit München.